# Ядро (экономика)
Ядро — множество допустимых распределений ресурсов в экономике, которые не могут быть улучшены никаким множеством агентов (коалицией). Понятие ядра аналогично равновесию Нэша в некооперативных играх: исход является устойчивым, если никому из игроков не выгодно от него отклоняться.

## Формальное определение
Говорят, что коалиция может блокировать некоторое допустимое распределение благ, если её члены получают большую полезность при другом допустимом распределении, которое отличается от данного только тем, что часть членов данной коалиции потребляет другие наборы товаров, которые в сумме не превышают имеющегося набора общедоступных благ и начальных запасов членов коалиции.
Ядром называется множество допустимых распределений благ, таких, что не существует коалиции, которая может их блокировать.
Ядро экономики представляет собой частный случай принципа оптимальности С-ядра в теории кооперативных игр.

## Свойства
Любое равновесие Вальраса в экономике принадлежит ядру. Обратное, в общем случае, неверно. Однако, при некоторых предположениях,
если число агентов в системе стремится к бесконечности, ядро стремится к множеству всех равновесий Вальраса.
Ядро экономики представляет собой множество, задаваемое системой нестрогих линейных неравенств, то есть оно представляет собой выпуклый многогранник.
В некоторых случаях ядро может быть пустым. Например, в задаче распределения единицы товара между n агентами, где n — нечетное, в случае, когда решения принимаются по правилу простого большинства, ядро отсутствует.